# William Clayton
William Clayton, 1er baron Sundon (1671-29 avril 1752) de Sundon Hall, Sundon, Bedfordshire est un fonctionnaire et homme politique du Trésor britannique qui siège à la Chambre des communes de 1716 à 1752.

## Jeunesse
Clayton est baptisé le 9 novembre 1671, le fils aîné survivant de William Clayton de Newmarket, Suffolk et d'Ann Haske, la fille de John Haske de Newmarket. Il épouse Charlotte, la fille de John Dyve, greffier du Conseil privé avant 1714.

## Carrière
Clayton entre à l'Échiquier en tant que commis aux recettes en 1688 et est vérificateur adjoint des recettes en 1714. Il dirige les domaines du duc de Marlborough pendant l'exil du duc et à l'avènement de George Ier, son épouse est nommée femme de la chambre de la princesse de Galles sur la recommandation de la duchesse de Marlborough. En 1715, le prince et la princesse tentent en vain d'obtenir que Clayton devienne secrétaire au Trésor sous Walpole, mais l'aident à obtenir une place de payeur des pensions privées du roi. Clayton achète les domaines de Sundon en 1716 et est élu sans opposition comme député de Woodstock sur la recommandation de Marlborough lors d'une élection partielle le 2 juillet 1716. Le gendre du duc, Lord Sunderland, en fait un Lord du Trésor en 1718, mais il est renvoyé du poste pour faire place aux amis de Walpole lors de la réunion du parti Whig en 1720. Clayton est élu au comité de la mer du Sud de la Chambre des communes et se prononce contre les propositions de Walpole pour restaurer le crédit public et s'acquitter d'une dette de liste civile en janvier et juillet 1721.
Aux élections générales britanniques de 1722, il est battu à Woodstock, mais est élu pour St Albans comme candidat de la duchesse. Marlborough est mourant à ce moment-là, et Clayton est l'un de ses exécuteurs testamentaires. Au Parlement, Clayton se prononce contre le gouvernement sur un projet de loi visant à taxer les catholiques romains en 1723 et sur la suppression des primes sur les exportations de blé d'Écosse en décembre 1724. Clayton est nommé auditeur général du prince de Galles en 1725. En avril 1727, lui et Pulteney attaquent les propositions de Walpole pour financer un déficit budgétaire .
À l'avènement de George II, avec la connexion de Clayton à la reine, par son épouse, il est renommé Lord du Trésor Cependant, il se brouille avec la duchesse de Marlborough en prenant ses fonctions sous Walpole, et aux élections générales britanniques de 1727, il est réélu sans opposition en tant que député de Westminster. Il prend position pour le gouvernement au Parlement de 1727. Il est réélu sans opposition pour Westminster à l'élection générale britannique de 1734, mais par la suite il est principalement préoccupé par sa circonscription . Il est élevé à la pairie d'Irlande le 2 juin 1735 comme baron Sundon, d'Ardagh dans le comté de Longford. Aux élections générales britanniques de 1741, il est réélu après une lutte acharnée, mais la partialité du haut huissier, qui ferme prématurément le scrutin, provoque une émeute et Sundon doit être secouru par les gardes. L'élection est déclarée nulle par la Chambre des communes, ce qui est un coup dur pour l'administration de Walpole. La femme de Clayton, qui a subi des accès de folie depuis la mort de la reine, meurt à ce moment-là. Après la chute de Walpole, Clayton perd son poste au Trésor, mais reçoit un siège gouvernemental à Plympton Erle où il est élu lors d'une élection partielle le 3 mai 1742. Aux élections générales britanniques de 1747, il est élu pour St Mawes, un autre siège du gouvernement.
Clayton est décédé le 29 avril 1752. Il n'a pas d'enfants et la pairie s'éteint à sa mort. Sundon Hall passe à ses 4 nièces, qui vendent la propriété.